# Georg Peter Groß (Politiker)
Georg Peter Groß (* 1. Februar 1829 in Hömberg im Rhein-Lahn-Kreis; † 4. September 1890 ebenda) war ein deutscher Bürgermeister und Mitglied des Provinziallandtages der Provinz Hessen-Nassau.

## Leben
Georg Peter Groß war ein Sohn der Eheleute Johann Heinrich Groß (1800–1845) und Anna Elisabethe geb. Haxel( 1804–1873).
Er führte in seinem Heimatort eine Landwirtschaft und wurde 1863 zum Bürgermeister von Hömberg gewählt. Dieses Amt führte er bis zu seinem Tod. 
1870 wurde er Mitglied des Bezirksrates des Amtes Nassau und hatte bis 1889 einen Sitz im Kreistag des Unterlahnkreises. Von 1886 an war er Mitglied des Kreisausschusses und des Landesausschusses.
1886 erhielt er ein Mandat für den Nassauischen Kommunallandtag des preußischen Regierungsbezirks Wiesbaden bzw. den Provinziallandtag der Provinz Hessen-Nassau, wo er Mitglied des Rechnungsprüfungsausschusses und der Wegebaukommission war.
1890 erlosch sein Mandat durch Tod. Sein Nachfolger wurde Philipp Christian Epstein.